# Zhemchuzhni (Krasnodar)
Zhemchuzhni (del ruso: Жемчужный) es un posiólok del raión de Krymsk del krai de Krasnodar, en Rusia. Está situado en las vertientes septentrionales del extremo de poniente del Cáucaso Occidental, en una zona de montañas boscosas, a orillas  del río Bakanka, afluente del Adagum, de la cuenca del Kubán, 15 km al oeste de Krymsk y 94 km al oeste de Krasnodar. Tenía 280 habitantes en 2010
Pertenece al municipio Nizhnebakanskoye.